# Mikael Simonsen
Mikael Simonsen (* 20. November 1882 in Løgstør; † 29. März 1950 in Aarhus) war ein dänischer Ruderer.

## Werdegang
Bei den Olympischen Spielen 1912 wurden zwei Wettbewerbe im Vierer mit Steuermann ausgetragen. In der heute international üblichen Bootsklasse wurde die Dollen am Ausleger befestigt. In der anderen, damals in Skandinavien üblichen, Bootsklasse waren die Dollen direkt am Bootsrand, am Dollbord, befestigt. Die Bootsklasse mit Befestigung am Dollbord war nur 1912 olympisch.
In der Klasse mit Ausleger traten elf Boote an, darunter zwei aus Dänemerk. Die Crew vom København Roklubb schied in der Vorrunde gegen die Belgier aus, die Crew vom Polyteknisk Roklub mit Mikael Simonsen, Erik Bisgaard, Rasmus Frandsen, Poul Thymann und Steuermann Ejgil Clemmensen qualifizierte sich ohne Gegner für das Viertelfinale. Im Viertelfinale bezwangen die Dänen die finnische Crew, im Halbfinale unterlagen sie dem deutschen Vierer. Damit waren die Dänen wie auch die Norweger als Verlierer des anderen Halbfinales auf dem dritten Platz.